# Zona bioapicolă colinară
Zona bioapicolă colinară cuprinde zona subcarpatică de la Porțile de Fier până la Suceava. 
Este cea mai întinsă din România ca suprafață și ca varietate de specii, în principal plantații de pomi și arbuști fructiferi și suprafețe întinse de pășuni și fânețe, asigurând culesuri de întreținere pe tot parcursul anului, importante mai ales în perioadele de gol de cules în alte zone bioapicole, când această zona poate asigura culesuri pentru întregul efectiv din România.